# Mycosphaerella
Mycosphaerella è un genere di funghi ascomiceti. Comprende più di 10.000 specie, molte delle quali sono parassite di piante.

## Specie principali
- Mycosphaerella angulata
- Mycosphaerella arachidis
- Mycosphaerella areola
- Mycosphaerella berkeleyi
- Mycosphaerella bolleana
- Mycosphaerella brassicicola
- Mycosphaerella caricae
- Mycosphaerella carinthiaca
- Mycosphaerella caryigena
- Mycosphaerella cerasella
- Mycosphaerella citri
- Mycosphaerella coffeicola
- Mycosphaerella confusa
- Mycosphaerella cruenta
- Mycosphaerella dendroides
- Mycosphaerella dianthi
- Mycosphaerella eumusae
- Mycosphaerella fijiensis
- Mycosphaerella fragariae
- Mycosphaerella gossypina
- Mycosphaerella graminicola
- Mycosphaerella henningsii
- Mycosphaerella horii
- Mycosphaerella juglandis
- Mycosphaerella lageniformis
- Mycosphaerella linicola
- Mycosphaerella louisianae
- Mycosphaerella musae
- Mycosphaerella musicola
- Mycosphaerella palmicola
- Mycosphaerella pinodes
- Mycosphaerella pistaciarum
- Mycosphaerella pistacina
- Mycosphaerella platanifolia
- Mycosphaerella polymorpha
- Mycosphaerella pomi
- Mycosphaerella punctiformis
- Mycosphaerella pyri
- Mycosphaerella rabiei
- Mycosphaerella recutita
- Mycosphaerella rosicola
- Mycosphaerella rubi
- Mycosphaerella stigmina-platani
- Mycosphaerella striatiformans
- Mycosphaerella tassiana